# Terrace Heights (Washington)
Terrace Heights az Amerikai Egyesült Államok északnyugati részén, Washington állam Yakima megyéjében elhelyezkedő statisztikai település. A 2010. évi népszámlálási adatok alapján 6937 lakosa van.